# ايلا سميث
ايلا سميث (بالإنجليزية: Ella Smith)‏ هي ممثلة بريطانية، ولدت في 6 يونيو 1983 بويلز في المملكة المتحدة.

## أعمال

### أفلام
- (2012) فيديو الزفاف
- (2015) سندريلا[4][5]

## وصلات خارجية
- ايلا سميث على موقع IMDb (الإنجليزية)
- ايلا سميث على موقع ألو سيني (الفرنسية)
- ايلا سميث على موقع أول موفي (الإنجليزية)
- ايلا سميث على موقع قاعدة بيانات الفيلم (الإنجليزية)
- ايلا سميث على موقع كينوبويسك (الروسية)